# Sveio (gemeente)
Sveio is een gemeente in de Noorse provincie Vestland. De gemeente telde 5.463 inwoners in januari 2014. Sveio ligt op een schiereiland in het zuiden van Hordaland en grenst aan Tysvær en Haugesund in Rogaland. De gemeente wordt door de E39 verbonden met Bergen in het noorden en Stavanger in het zuiden.

## Plaatsen in de gemeente
- Førde
- Sveio (plaats)
- Valestrand

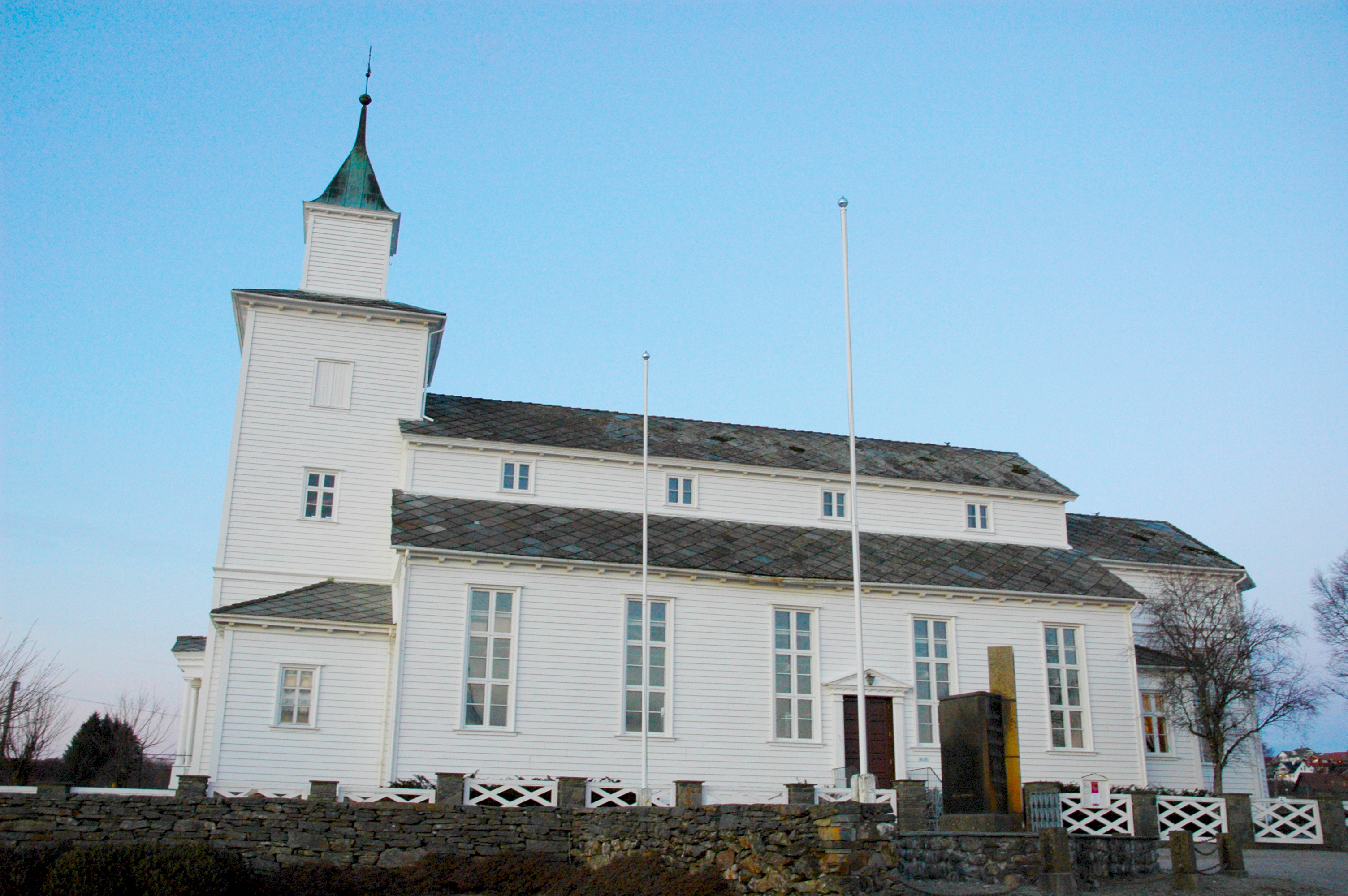
Kerk van Sveio
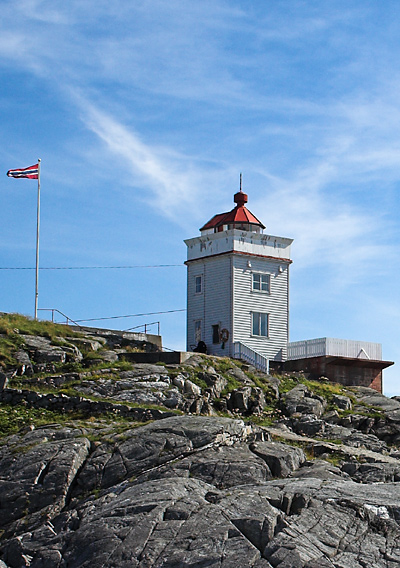
Ryvarden fyr (vuurtoren)
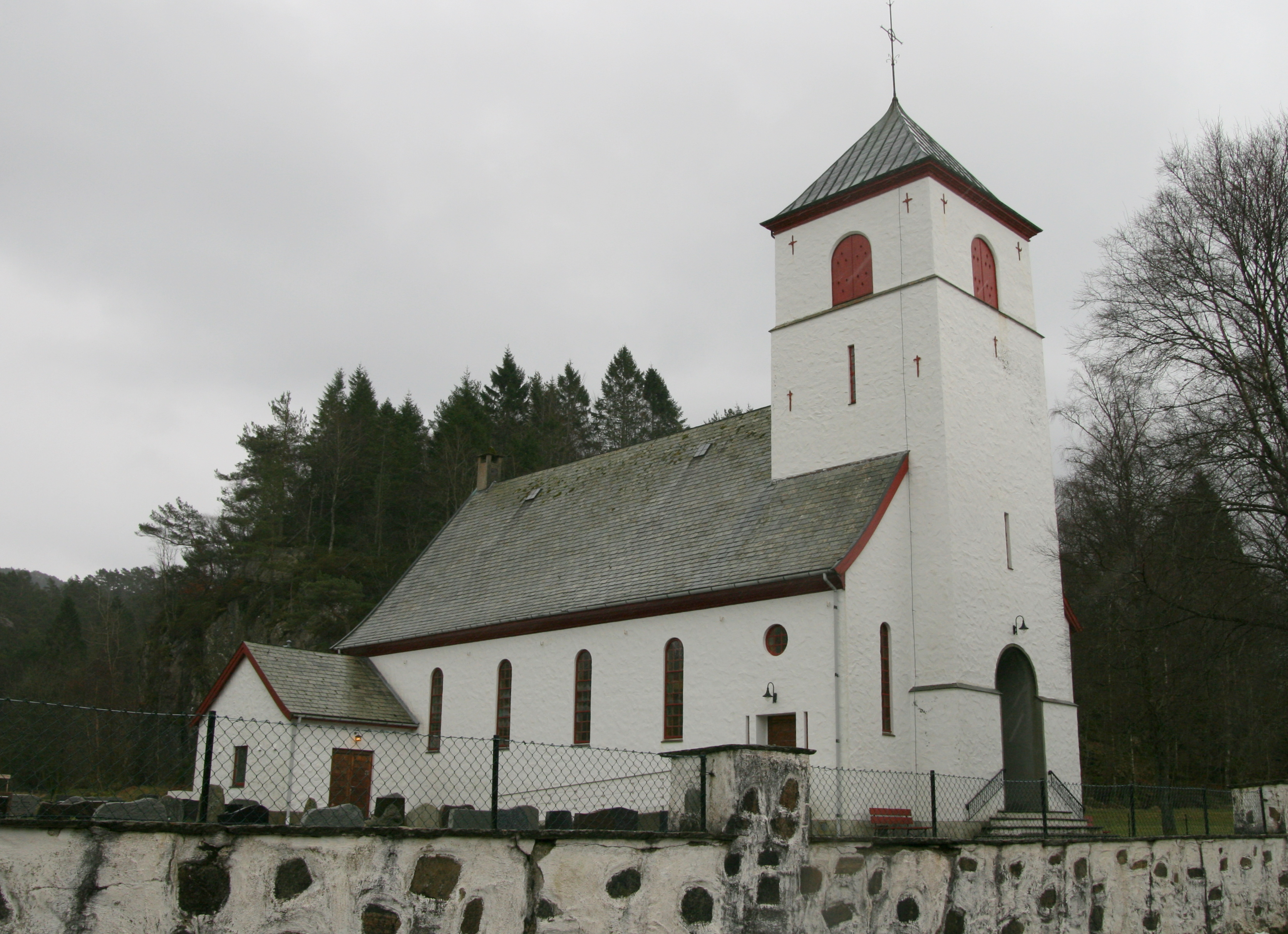
Kerk in Førde

Alver ·  Askvol · Askøy · Aurland · Austevoll · Austrheim · Bergen · Bjørnafjorden · Bremanger · Bømlo · Eidfjord · Etne · Fedje · Fitjar · Fjaler · Gloppen · Gulen · Hyllestad · Høyanger · Kinn · Kvam · Kvinnherad · Luster · Lærdal · Masfjorden · Modalen · Osterøy · Samnanger · Sogndal · Solund · Stad · Stord · Stryn · Sunnfjord · Sveio · Tysnes · Ullensvang · Ulvik · Vaksdal · Vik · Voss · Øygarden · Årdal

Fylker van Noorwegen